# マーシュランド
『マーシュランド』（スペイン語: La isla mínima）は、2014年にスペインで制作されたスリラー映画。監督はアルベルト・ロドリゲス。題名はラス・マリスマス（グアダルキビール湿地）を意味している。スペインでは2014年9月26日に公開された。2014年2月の第29回ゴヤ賞では作品賞、監督賞、脚本賞、主演男優賞など、10部門（最多）で受賞した。日本ではクロックワークスが配給し、「ワールド・エクストリーム・シネマ2015」の一部として、2015年10月17日から東京都渋谷区のヒューマントラストシネマ渋谷で公開され、11月14日から神戸市のCinema KOBEで、12月5日から沖縄県中頭郡北谷町のミハマ7プレックスで公開された。

## プロット

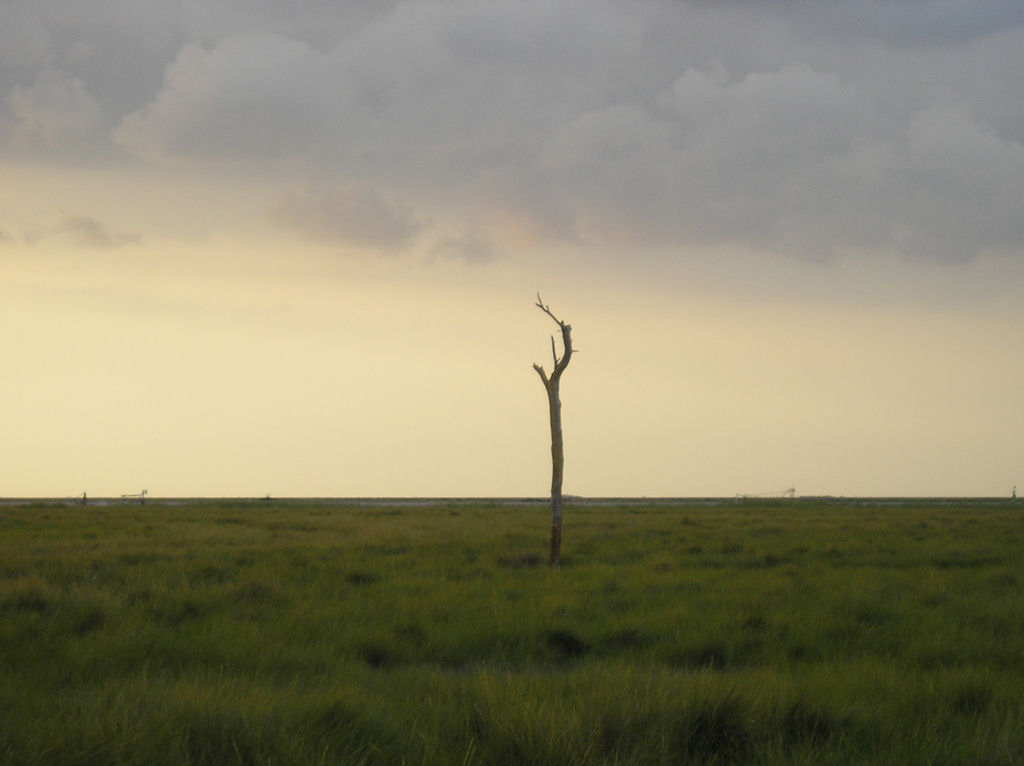
グアダルキビール川河口部の湿地帯

1939年から1975年まで続いたフランコ独裁体制の爪痕がいまだに残っている、1980年のスペイン・アンダルシア州にある小さな町が舞台である。首都マドリードからラス・マリスマス（グアダルキビール湿地）近くの町に左遷された刑事のペドロは、町の祭礼中に強姦されて殺害された2人の少女の事件を捜査する。ペドロはベテラン刑事のフアンとコンビを組み、過去にも似たような少女の失踪事件が起こっていることに気付く。ふたりの捜査方針の違い、貧困、差別、汚職、小児性愛、麻薬密売など多くの問題に行く手を阻まれながら、ペドロとフアンは冷酷な犯罪者と対面する。

## キャスト
- ラウール・アレバロ（ペドロ・スアレス刑事役）
- ハビエル・グティエレス（フアン・ロブレス刑事役）
- アントニオ・デ・ラ・トーレ（被害者の父親ロドリゴ役）
- ネレア・バロス（スペイン語版）（被害者の母親ロシオ役）
- ヘスス・カストロ（女たらしの好青年キニ役）
- メルセデス・レオン（スペイン語版）（猟師宿の女主人カーサ・ソト氏役）
- アデルファ・カルボ（フェルナンダ役）
- マノロ・ソロ（ジャーナリスト役）
- サルバドール・レイナ（ヘスス役）
- ヘスス・カロサ（ミゲル役）
- フアン・カルロス・ビリェヌエバ（アンドラーデ判事役）
- アルベルト・ゴンサレス（アルフォンソ・コラレス役）
- マヌエル・サラス（セバスティアン・ロビラ役）
- セシリア・ビリャヌエバ（マリア役）
- アナ・トメノ（マリーナ役）

## 評価
ABC紙の批評家であるパブロ・パソスは『マーシュランド』を2014年最高のスペイン映画のひとつと絶賛し、社会政治学的な伏線を持った息が詰まる警察物のスリラー映画と定義している。またABC紙のパソスは、2014年にアメリカ合衆国で放送された刑事ドラマ『TRUE DETECTIVE』との類似性を指摘しているが、『マーシュランド』の撮影は『TRUE DETECTIVE』の放映より前に開始されている。

## 受賞とノミネート
2014年9月のサン・セバスティアン国際映画祭では作品賞を含む4部門にノミネートされ、主演男優賞（ハビエル・グティエレス）など3部門で受賞した。第2回フェロス賞ではドラマ部門作品賞や監督賞など5部門で受賞した。
2015年2月の第29回ゴヤ賞では、主演男優賞にはラウール・アレバロとハビエル・グティエレスが揃ってノミネートされたほか、のべ17部門にノミネートされた。作品賞、監督賞、脚本賞、主演男優賞、新人女優賞、作曲賞、撮影賞、編集賞、美術賞の10部門（最多）で受賞した。
| 映画祭/映画賞                  | 部門                         | 対象者                                                                     | 結果       |
| ------------------------------ | ---------------------------- | -------------------------------------------------------------------------- | ---------- |
| サン・セバスティアン国際映画祭 | 作品賞                       | 作品賞                                                                     | ノミネート |
| サン・セバスティアン国際映画祭 | 主演男優賞                   | ハビエル・グティエレス                                                     | 受賞       |
| サン・セバスティアン国際映画祭 | 撮影賞                       | アレックス・カタラン                                                       | 受賞       |
| サン・セバスティアン国際映画祭 | I Premio Feroz Zinemaldia    | I Premio Feroz Zinemaldia                                                  | 受賞       |
| 第2回フェロス賞                | ドラマ部門作品賞             | ドラマ部門作品賞                                                           | 受賞       |
| 第2回フェロス賞                | 監督賞                       | アルベルト・ロドリゲス                                                     | 受賞       |
| 第2回フェロス賞                | 脚本賞                       | アルベルト・ロドリゲス ラファエル・コボス                                  | ノミネート |
| 第2回フェロス賞                | 主演男優賞                   | ラウール・アレバロ                                                         | ノミネート |
| 第2回フェロス賞                | 主演男優賞                   | ハビエル・グティエレス                                                     | 受賞       |
| 第2回フェロス賞                | 助演男優賞                   | アントニオ・デ・ラ・トーレ                                                 | ノミネート |
| 第2回フェロス賞                | 助演女優賞                   | ネレア・バロス                                                             | ノミネート |
| 第2回フェロス賞                | 作曲賞                       | フリオ・デ・ラ・ロサ                                                       | 受賞       |
| 第2回フェロス賞                | 予告編賞                     | 予告編賞                                                                   | 受賞       |
| 第2回フェロス賞                | ポスター賞                   | ポスター賞                                                                 | ノミネート |
| 第29回ゴヤ賞                   | 作品賞                       | 作品賞                                                                     | 受賞       |
| 第29回ゴヤ賞                   | 監督賞                       | アルベルト・ロドリゲス                                                     | 受賞       |
| 第29回ゴヤ賞                   | 脚本賞                       | ラファエル・コボス アルベルト・ロドリゲス                                  | 受賞       |
| 第29回ゴヤ賞                   | 主演男優賞                   | ラウール・アレバロ                                                         | ノミネート |
| 第29回ゴヤ賞                   | 主演男優賞                   | ハビエル・グティエレス                                                     | 受賞       |
| 第29回ゴヤ賞                   | 助演男優賞                   | アントニオ・デ・ラ・トーレ                                                 | ノミネート |
| 第29回ゴヤ賞                   | 助演女優賞                   | メルセデス・レオン                                                         | ノミネート |
| 第29回ゴヤ賞                   | 新人女優賞                   | ネレア・バロス                                                             | 受賞       |
| 第29回ゴヤ賞                   | 作曲賞                       | フリオ・デ・ラ・ロサ                                                       | 受賞       |
| 第29回ゴヤ賞                   | 撮影賞                       | アレックス・カタラン                                                       | 受賞       |
| 第29回ゴヤ賞                   | 編集賞                       | ホセ・M・G・モジャーノ                                                     | 受賞       |
| 第29回ゴヤ賞                   | プロダクション賞             | マヌエラ・オコン                                                           | ノミネート |
| 第29回ゴヤ賞                   | 美術賞                       | ペペ・ドミンゲス                                                           | 受賞       |
| 第29回ゴヤ賞                   | 衣裳デザイン賞               | フェルナンド・ガルシア                                                     | ノミネート |
| 第29回ゴヤ賞                   | メーキャップ・ヘアスタイル賞 | ジョランダ・ピーニャ                                                       | ノミネート |
| 第29回ゴヤ賞                   | 音響賞                       | ダニエル・デ・サジャス ナチョ・ロジョ＝ビリャノバ ペラージョ・グティエレス | ノミネート |
| 第29回ゴヤ賞                   | 特殊効果賞                   | ペドロ・モレーノ フアン・ベントゥーラ                                      | ノミネート |
| フォトグラマス・デ・プラータ   | 作品賞                       | 作品賞                                                                     | 受賞       |
| 第28回ヨーロッパ映画賞         | 観客賞                       | 観客賞                                                                     | 受賞       |